# Fan Hongbin
Fan Hongbin (China, 1975) es un gimnasta artístico chino, subcampeón olímpico en 1996 en el concurso por equipos, y dos veces campeón del mundo, también en el concurso por equipos, en 1995 y 1997.

## Carrera deportiva
En el Mundial de Sabae 1995 gana el oro en la competición por equipos, quedando por delante de Japón y Rumania; sus seis compañeros en el equipo chino son: Fan Bin, Huang Huadong, Huang Liping, Li Xiaoshuang, Zhang Jinjing y Shen Jian.
En los JJ. OO. celebrados en Atlanta en 1996 ayuda a su país a conseguir la medalla de plata —quedando tras Rusia y por delante de Ucrania—; en esta ocasión sus colegas de equipo son: Fan Bin, Shen Jian, Huang Huadong, Huang Liping, Li Xiaoshuang y Zhang Jinjing.